# Bastard Noise
Bastard Noise is een Amerikaanse noise-band, opgericht in 1991 door muzikanten Eric Wood, Henry Barnes en W. T. Nelson. 

## Bezetting
Leden
- Eric Wood[3]

Voormalige leden
- Henry Barnes[4]
- Danny Walker[5]
- Joel Connell[6]
- W.T. Nelson[7]
- John Wiese[8]

## Geschiedenis
Het project begon als een soort zusterband van de vorige band van het trio Man Is The Bastard. Terwijl Man Is the Bastard eind 1997 uit elkaar ging, ging het Bastard Noise-project verder en fungeert het als het huidige project van Wood. Vroege opnamen van de uitgebreide discografie van de band werden meestal in eigen beheer uitgebracht en bevatten voornamelijk alleen elektronica en zang. Sinds de oprichting heeft Bastard Noise echter publicaties uitgebracht met undergroundlabels zoals o.a. Three One G, Relapse Records, Gravity Records, Deep Six, Vermiform Records, Robotic Empire. Voor live-optredens werft Wood vaak andere muzikanten aan om met hem op te treden, waaronder Merzbow, Justin Pearson en Keiji Haino. Instrumenten zoals de basgitaar en de drums werden later opgenomen in de geschiedenis van de band. Wood heeft zijn afkeer van digitale piraterij geuit en geeft er de voorkeur aan zijn muziek ongrijpbaar op fysieke formaten uit te brengen, hoewel hij in het verleden weinig digitale publicaties heeft uitgebracht.